# Boofzheim
Boofzheim település Franciaországban, Bas-Rhin megyében. Lakosainak száma 1383 fő (2022. január 1.). Boofzheim Friesenheim, Herbsheim, Obenheim és Rhinau községekkel határos.

## Népesség
A település népességének változása:
| Lakosok száma | 1264 | 1331 | 1376 | 1381 | 1381 | 1381 | 1381 | 1384 | 1383 |
|               | 2013 | 2015 | 2016 | 2017 | 2018 | 2019 | 2020 | 2021 | 2022 |